# Alouette à queue blanche
Mirafra albicauda
Espèce
Statut de conservation UICN

 LC  : Préoccupation mineure
L'Alouette à queue blanche (Mirafra albicauda) est une espèce d’oiseaux de la famille des Alaudidae.

## Description
Le plumage est noirâtre et écailleux. La queue est courte avec des rectrices externes blanchâtres. Les ailes sont rousses.
Cette espèce mesure 13 cm pour une masse de 20 à 25 g.

## Répartition

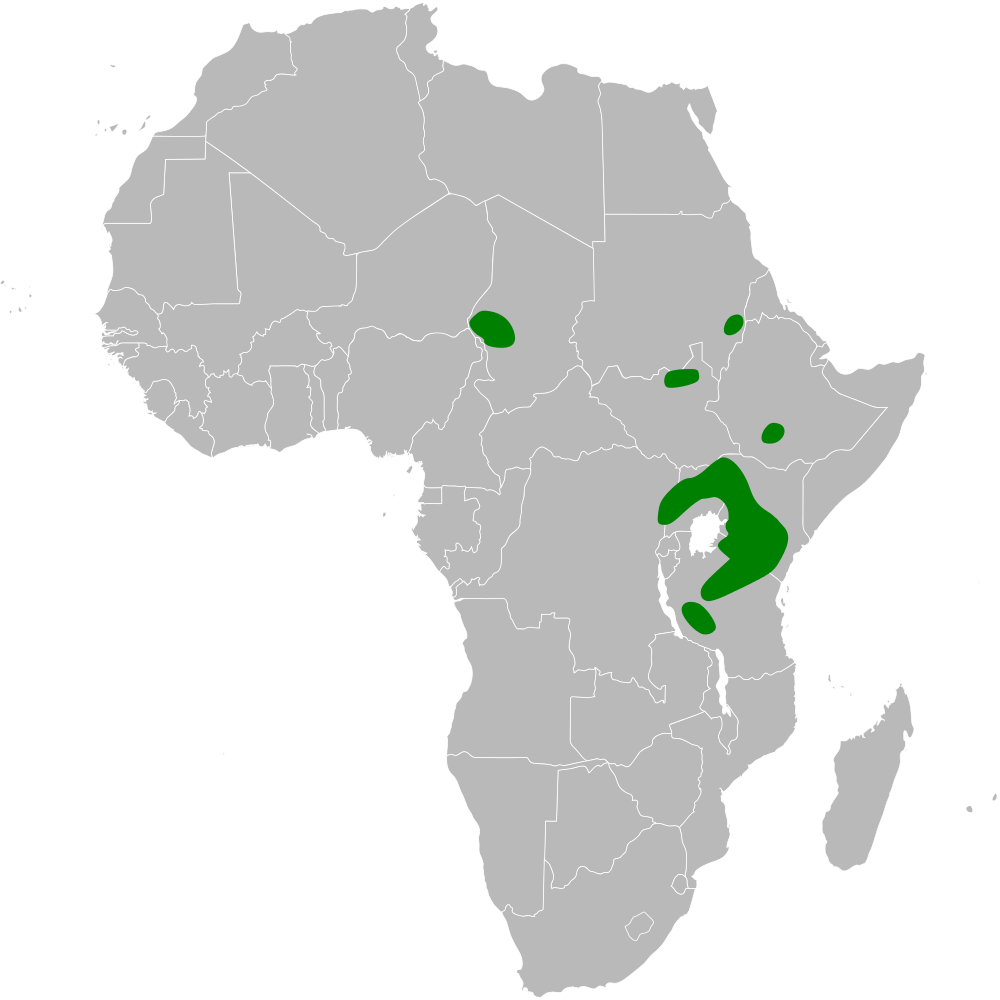
carte de distribution.

On la trouve au Tchad, au Soudan, au Sud-Soudan, en République démocratique du Congo, en Éthiopie, au Kenya, en Tanzanie et en Ouganda.

## Alimentation
Cet oiseau consomme des insectes (notamment des Acrididae) et des matières végétales.